# Пататник
Пататник или патетник (болг. пататник, патетник) — болгарское блюдо из картофеля, характерное для Родопских гор на центральном юге страны . Пататник напоминает картофельную запеканку, готовится из тёртого картофеля, лука, соли и мяты, называемой по-болгарски джоджен, ингредиенты смешиваются, запекаются в духовке, но иногда их зажаривают на сковороде. Обычно используют чабер и перец, также добавляют сирене (брынзу), яйца, мясо или шкварки.
Блюдо является традиционным для всех Родоп и близлежащих регионов, от Банско в Пирине через Смолян и Златоград до Черничево на востоке. Название происходит от местного слова патато или патето, «картофель». Это слово типично для рупских диалектов, на которых говорят в Родопах. Оно отличается от стандартного болгарского картоф и западно-болгарского компир. В Неделино блюдо называют кашницей. 

## Приготовление
Отжать тёртый картофель и смешать с луком. Часть образовавшейся смеси раскатывают на два листа. Один из листов кладется на дно блюда и должен быть больше по диаметру, чтобы выходил за края. Оставшуюся смесь приправляют чабером, накладывают поверх первого листа, накрывают другим листом. Края обоих листов должны прикрывать друг друга, в этом плане пататник напоминает «картофельную баницу». Пататник переворачивают, когда дно хорошо прожарено. 
По другим рецептам листы не формируются, а вместо этого ингредиенты смешиваются до тех пор, пока они не станут однородными, слой картофеля чередуется со слоем брынзы, затем пататник готовят в глубокой посуде в духовке на медленном огне. Через 20 минут смесь переворачивают, накрывают крышкой и готовят дальше.
Похожим образом делают пататник в тесте: картофельную начинку заворачивают в тонкое тесто, пататник пекут или жарят на сковородке на маленьком огне .